# Deltamethrin
Deltamethrin ist ein Insektizid aus der Gruppe der Pyrethroide und wird in der Tiermedizin gegen verschiedene Ektoparasiten eingesetzt. Es wird auch als Pflanzenschutzmittel und zum Imprägnieren von Moskitonetzen verwendet. Es wurde von der Gruppe von Michael Elliott (Rothamsted Research) entwickelt und ist ein Typ II-Pyrethroid.

## Wirkungsweise
Insekten nehmen Deltamethrin über die Körperoberfläche auf, worauf es sich im ganzen Insektenkörper verteilt. Es ist ein Nervengift und führt dazu, dass sich die Na+-Kanäle der Nervenzellen nicht mehr schließen. Na+-Ionen strömen ungehindert in das Zellinnere hinein und es kommt zu unkontrollierbaren Nervenimpulsen. Dies führt zunächst zu Erregungszuständen mit Krämpfen, dann zu Koordinationsstörungen und schließlich zu einer Lähmung. Das Insekt ist innerhalb weniger Minuten bewegungsunfähig, man spricht von einem „knock-down“-Effekt. Der Tod tritt erst nach einiger Zeit ein.
Bei nicht ausreichender Dosis können viele der betroffenen Insekten Deltamethrin enzymatisch (Entgiftungsesterasen und mixed function oxidase) abbauen. Durch Zusatz von Synergisten wie Piperonylbutoxid kann der enzymatische Abbau verhindert werden.

## Anwendungsgebiete
Bei Hunden erfolgt der Einsatz vor allem gegen Flöhe, Zecken und die Leishmanien übertragenden Sandmücken. Es wird mittels präparierter Flohhalsbänder oder Shampoos lokal auf die Haut gegeben und verteilt sich mit dem Fettfilm über das gesamte Tier. Eine Resorption über die Haut findet nicht statt.
Nach der Verordnung (EWG) Nr. 2377/90 über Höchstmengen für Tierarzneimittelrückstände in Nahrungsmitteln ist der Wirkstoff auch zur Anwendung bei Schafen und Rindern zugelassen. Hier wird Deltamethrin als Lösung auf den Rücken aufgetragen (so genanntes Pour-On-Verfahren) und wirkt gegen Haarlinge, Läuse sowie stechende und nicht stechende Weidefliegen. Wegen des breiten Wirkspektrums der Pyrethroide wird außerdem von einer Wirkung auf Gnitzen, den Überträgern der Blauzungenkrankheit, ausgegangen.
Als Pflanzenschutzmittel ist ein Deltamethrin-haltiges Präparat in Deutschland und Österreich beim Anbau von Getreide, Raps, Rüben und Kartoffeln sowie auf Wiesen gegen verschiedene „beißende“ Insekten zugelassen. In der Schweiz sind mehrere Präparate zugelassen, das Anwendungsspektrum ist noch etwas breiter und umfasst unter anderem auch die Verwendung gegen Borkenkäfer bei geschlagenem Holz.
Gemäß europäischer Gesetzgebung (Richtlinie 98/8/EG über das Inverkehrbringen von Biozid-Produkten) und mit Beschluss vom 20. September 2011 liegt ein Entscheid vor, den Wirkstoff Deltamethrin ab 1. Oktober 2013 in die entsprechende Liste (Anhang I der Richtlinie 98/8/EG) für die Produktart 18 (Insektizide) aufzunehmen. Die Abgabe von Bioziden mit dem Wirkstoff Deltamethrin ist somit in der EU zunächst bis 30. September 2023 weiterhin erlaubt. Die Schweiz hat diese Bestimmung übernommen.
Deltamethrin kann auch zum Imprägnieren von Moskitonetzen verwendet werden.

## Rückstände
In der Schweiz gilt für Getreide ein relativ hoher Rückstandshöchstgehalt von 2 Milligramm Deltamethrin pro Kilogramm.
Das Europäische Arzneibuch legt als Grenzwert für Deltamethrin-Rückstände in pflanzlichen Drogen 0,5 mg·kg−1 fest.

## Handelsnamen
- Butox, Decis, Deltamax, Deltatic, K-Obiol, K-Othrine, Latroxin Delta, Prevendog, Scalibor, Scatto